# 深纺集团
深圳市纺织（集团）股份有限公司（深交所：000045/200045，简称：深纺织A/深纺织B）是中国深圳证券交易所的一家上市公司，主营业务范围包括：商业经纪与代理业。公司总股本为33652.185万股（2011年）。
大股东为深圳市投资控股有限公司。
公司总部位于深圳市福田区华强北路3号深纺大厦六楼，法人代表为王滨。